# Mesetiah
Mesetiah ist eine finnische Death- und Thrash-Metal-Band aus Kokkola, die 2008 gegründet wurde.

## Geschichte
Die Band wurde Anfang 2008 gegründet und bestand aus dem Bassisten Marko Rintala, dem Gitarristen Toni Olkkola und dem Schlagzeuger Kimi Rintala. Im Februar 2008 begannen die ersten Proben. Danach kam Tonis Bruder Juha als Schlagzeuger hinzu, woraufhin Kimi Rintala zur E-Gitarre wechselte. Den Bass übernahm Lassi Rintala, infolgedessen Marko Rintala den Sängerposten einnahm. Im März wurde ein Proberaum bei Marko Rintala eingerichtet, der zwei Monate später fertig war. Für den Rest des Jahres schrieb die Gruppe an neuen Liedern und suchte gleichzeitig nach einem Bandnamen. Anfang 2009 wurde ein Demo mit den zwei Liedern Rejection Of Belief und Waiting for Execution im Studio 3rd Track aufgenommen. Kurz darauf wurde mit Mesetiah ein Name gefunden. Daraufhin wurde das Demo versandt, damit die Band an einem Wettbewerb im Mai 2009 teilnehmen konnte, dessen Gewinner auf dem 2009er Kokkola Rock Festival spielen konnte. Mesetiah gewann das Finale des Wettbewerbs, wodurch ihr erster Auftritt auf diesem Festival war. Seitdem schuf die Band den Begriff Denzo Crew, mit dem sie alle Unterstützer, Freunde und Fans bezeichnet. Im selben Jahr erschien über 3rd Track Productions das Debütalbum The Purpose of Our Existence. Bei demselben Label schlossen sich das zweite Album A Force to Recognize im Jahr 2011 und die EP Tesis 2014 an. Das zweite Album erschien 2011 außerdem ebenfalls bei Inverse Records.

## Stil
Craig Hartranft von dangerdog.com schrieb in seiner Rezension zu The Purpose of Our Existence, dass hierauf Death Metal zu hören ist, der auf Thrash Metal der frühen bis mittleren 1980er Jahre basiere. Die Musik sei direkt und aggressiv, wobei die Texte grimmig, nihilistisch, selbst- und gott-hassend seien. Colin McNamara von metal-observer.com gab in der Rezension zu A Force to Recognize an, dass auf dem Album simpler Death Metal zu hören ist, der sich an der klassischen Spielweise der 1990er Jahre orientiere. Der tiefe Gesang erinnere an Incantation, während der Groove wie bei Six Feet Under klinge. Die Geschwindigkeit der Songs sei variabel, meist aber im mittleren Geschwindigkeitsbereich und grooveorientiert. Thematisch behandele das Album Themen wie Gore und Tod, was einen Vergleich zu Cannibal Corpse nahelege. Für Eckart Maronde von Metal.de war Tesis eine Mischung aus Death- und Thrash-Metal. Dabei setze die Band „tiefen Grunzgesang“ Thrash-Metal-Riffs und Breaks ein.

## Diskografie
- 2009: The Purpose of Our Existence (Album, 3rd Track Productions)
- 2011: A Force to Recognize (Album, 3rd Track Productions)
- 2014: Tesis (EP, 3rd Track Productions)